# Никелодеон
Никелодеон (на английски: Nickelodeon) е американски детски телевизонен канал, създаден през 1979 г. Излъчва се по цял свят на 22 езика. Никелодеон (често съкратено до Ник, Nick) е собственост на Парамаунт Глобал.
Каналът е насочен основно към детската аудитория и юноши на възраст от 9 до 20 г. и със своя сутрешен образователен блог, насочен към по-малките деца от 0 до 12 г.
Към юли 2015 г. Никелодеон е достъпен в приблизително 93,9 милиона телевизионни домакинства (80,4% от домакинствата с най-малко един телевизор) в Съединените щати.
Каналът е на първо място в Северна Америка и е най-любимият канал за насочената възраст.

## Сериали
За деца в предучилищна възраст:
- Пес патрул
- Искрица и Сияйница
- 44 котки

Анимации:
- Алвин и катеричоците
- Костенурките нинджа
- Кръстници вълшебници
- Къщата на Шумникови
- Спондж Боб Квадратни гащи
- Семейство Касагранде
- Шоуто на Патрик Звездата

Тийнейджърски/детски сериали:
- Мистериите на Хънтър Стрийт
- Ники, Рики, Дики и Дона
- Геймърки
- Рок училище
- Опасния Хенри
- Аз съм Франки
- Тандърмен срещу Тандърмен
- Новаци
- Панаирът на Сам
- Опасна сила
- Сам и Кет
- Ай Карли
- Викторично

## Предишни сериали
- Моят живот като робот тийнейджър
- Джими Неутрон
- Фермата на Отис
- Върховната пчела
- Куче-котка
- I-Карли
- Викторично
- Биг Тайм Ръш
- Марвин Марвин
- Пингвините от Мадагаскар
- Сам и Кет
- Дани Фантома
- Моят живот сред момчета
- Ел Тигре: Приключенията на Мани Ривера
- Робо и Страшко
- Големите шпионки
- Легендата за Кора
- Ракетни маймуни
- Кунг-фу панда: Легенди за страхотния боец
- 100 неща за правене преди гимназията
- Уинкс Клуб
- Бесни зайци: Нашествие
- Пале боец
- Рибки гупи
- Харви Клюн
- Бела и булдозите
- Аватар: Повелителят на четирите стихии
- Хатауей и духовете

## Разпространение
- Румъния: от 1998 г.
- Унгария: от 1999 г.
- Украйна: от 2003 г.
- Чехия: от 2010 г.
- Словакия: от 2010 г.
- Хърватия: от 2011 г.
- Словения: от 2013 г.
- Сърбия: от 2013 г.
- България: от 2013 г.
- Естония: от 2017 г.
- Латвия: от 2017 г.
- Литва: от 2017 г.

## Дъщерни канали
- Nick at Nite ('nick@nite);
- Nicktoons;
- Nick Jr. – Телевизионен канал, който предава телевизионни шоута за по-млада демография;
- TeenNick;
- NickMusic;
- TV Land;
- Nickelodeon Games and Sports for Kids (Nickelodeon GAS, Nick GAS) (прекратил предаването през 2007 г.);
- NickMom (nickmom).

## Nickelodeon Studios
През 1988 година, като се обединяват с отбора на Юнивърсъл Студиос Флорида, Никелодеон решава да създаде първото си студио – Никелодеон Студиос. През пролетта на 1989 година там се снима първото им шоу – Super Sloppy Double Dare. По-късно, на 7 юни отварят студиото и неговият парк с три часова церемония, която се предава на живо по Никелодеон. На мястото е имало фонтан със зелен слайм, първо появил се през 27 октомври 1990 година. На 30 април 1992 година Никелодеон организират събитие, където деца избират различни неща, които да сложат във времева капсула. В Никелодеон Студиос са направени много игрални и анимационни предавания на Никелодеон и Ник син (Nick jr.).

### Затваряне
След като са отворени две нови студия, Никелодеон започват да се фокусират повече към анимационните предавания, отколкото игралните. Времевата капсула бива скрита, а на 30 април 2005 година, студиото официално затваря.

## Присъствие в България
Повечето сериали присъстват в програмната схема на Диема Фемили през 2007 г. Предава се на почти всички езици и в почти всички страни по света.
Дублажите за сериалите и филмите на канала се записват в студията „Александра Аудио“ (2013 – 2018), „Доли Медия Студио“ и „Про Филмс“ (от 2018). В сутрешния блок на bTV Action се излъчват някои от сериалите на Nickelodeon.
През 2011 г. повечето сериали започват излъчване по Super7, а част от тях и по ТВ 7. От 4 ноември 2013 г. Никелодеон тръгва на български език. Дублажът на сериалите се извършва в Александра аудио. Каналът пуска и някои късометражни филми, измежду които „Руфъс“, „Клонираният Адам“, „Кръстници вълшебници: Филмът“ „Този луд, луд круиз“, „Ники Дюс“, „Вампирище в училище“ и други.

## Лога
- 1979
- 1980 – 1982 г.
- 1982 – 1985 г.
- 1984 – 2009 г.
- 2009 – 2023
- 2023 – наст.